# David Minter
David Minter (1950) is een Britse mycoloog.
In 1974 behaalde hij zijn B.A. aan de University of Oxford. In 1977 behaalde hij zijn Ph.D. aan de University of Aberdeen. 
Minter is verbonden aan CABI Europe in Wallingford (Engeland). Hij houdt zich hier bezig met onderzoek naar biodiversiteit. Hij ontwerpt en voert inventarisaties uit. Hij ontwikkelt beschermingsstrategieën en checklists. Als mycoloog is hij gespecialiseerd in de identificatie van Ascomycetes (vooral Rhytismatales) en conodiale schimmels. Hij is expert op het gebied van microfungi die gedijen op coniferen en andere houtige planten op zure bodem in gematigde streken. Hij heeft deelgenomen aan diverse expedities in de wereld, onder meer in Europa, India, Nieuw-Zeeland, Rusland, Zuid-Amerika, Noord-Amerika en het Caribisch Gebied. 
Minter draagt bij aan de gegevens in de Index Fungorum. Samen met Paul Kirk, Paul Cannon en Joost Stalpers is hij als redacteur verantwoordelijk voor de tiende editie van het standaardwerk Dictionay of the Fungi, dat in 2008 verscheen. Minter is betrokken bij diverse websites en papieren publicaties die informatie over schimmels en mycologie ontsluiten. 
In 1986 kreeg Minter van de Linnean Society of London de Bicentenary Medal, een onderscheiding vanwege uitzonderlijke prestaties voor een bioloog die jonger is dan veertig jaar. In 1998 was hij de eerste ontvanger van de Ralph Brown Expedition Award, die hij kreeg van de Royal Geographical Society voor onderzoek van de biodiversiteit van de Prypjatmoerassen in Oekraïne. Hiervan was hij de onderzoeksleider. Het schimmelgeslacht Mintera is naar hem vernoemd. 
Minter is lid van organisaties als de Mycological Society of America, de Organization for the Phyto-Taxonomic Investigation of the Mediterranean Area (OPTIMA), de British Mycological Society, de Asociación Latinoamericana de Micología, de  Asociación Argentina de Micología (erelid) en de Sociedad Cubana de Botánica (erelid). Tussen 2007 en 2011 is hij voorzitter van de European Mycological Association. Hij is als fellow lid van de Linnean Society of London en de Royal Geographical Society. Hij is corresponderend lid van de Academia de Ciencias de Cuba.  